# Вас запрошує оперета
«Вас запрошує оперета» («Вас приглашает оперетта») — радянський телефільм 1985 року, знятий режисером Михайлом Митрофановим на Центральному телебаченні СРСР.

## Сюжет
Фільм-концерт зі сценами з оперет: «Королева чардаша», «Перехресття», «Товариш Любов», «Мариця», «Принцеса цирку», «Пенелопа», «Пані артисти», «Баядера», «Кажан».

## У ролях
- В'ячеслав Богачов — ведучий
- Ольга Власова — головна роль
- Тетяна Шмига — Любов Ярова
- Герард Васильєв — Тасілло
- Світлана Варгузова — Теодора / Пенелопа
- Юрій Вєденєєв — Містер Ікс
- Лілія Амарфій — Адель
- Володимир Родін — Едвін
- Людмила Барська — Сільва
- Валерій Баринін — Креонт
- Тамара Володіна — Мариця
- Олексій Степутенко — Зупан
- Алла Агєєва — Стасі
- Віталій Мішле — Боні
- Інара Гулієва — Марієтта
- В'ячеслав Шляхтов — Наполеон

## Знімальна група
- Режисер — Михайло Митрофанов
- Сценаристи — Андрій Меньшиков, Борис Салібов
- Оператор — Олег Богданов